# Immunodéficience
Pour les articles homonymes, voir IMD.
Un déficit immunitaire, une immunodéficience (IMD) ou une immunodépression, sont une situation pathologique liée à l'insuffisance d'une ou de plusieurs fonctions immunologiques. On parle aussi de « dysfonctionnement immunitaire ». La pandémie de SIDA est à l'origine d'une augmentation du nombre de cas d'immunodépression (en Afrique du Sud notamment). Dans les pays riches, dont en France, le nombre de patients immunodéprimés ou « immunosupprimés » est également en hausse régulière, d’une part en raison de l’amélioration du pronostic global du cancer, et d’autre part de l’utilisation croissante d’immunosuppresseurs pour d’autres maladies (auto-immunes), ainsi qu’en raison d’un nombre croissant de transplantations d’organes. Ces patients ont comme première cause d’admission en réanimation des infections sévères (atteintes respiratoires le plus souvent). Le déficit immunitaire est dit « primitif » quand le patient le présente dès sa naissance ou l’a acquis dans l’enfance, il est dit « secondaire » quand il survient à la prise de médicaments immunodépresseurs ou immunosuppresseurs ou pour d’autres raisons. Dans un organisme immunodéprimé, le risque est accru de voir plusieurs souches d'un pathogène se recombiner génétiquement pour faire émerger un pathogène nouveau.

## Causes d'immunodéficience
On distingue l'immunodéficience d'origine génétique, ou immunodéficience innée, dont un des cas extrêmes est représenté par les enfants-bulles, et l’immunodéficience acquise dont l'exemple le plus connu est celui du SIDA. Au-delà de sa nature innée ou acquise, l'immunodéficience peut se manifester à des degrés divers.
Les déficits immunitaires peuvent être de type congénital, ou même héréditaire, souvent alors décelés chez l'enfant ou le jeune adulte, ou de type acquis (décelable à tout âge). Une dépression immunitaire peut aussi être induite par certaines formes ou niveaux de stress (sujet traité par la psycho-immunologie, ou encore par la production d'endotoxine lors de certaines infections  ; de nombreux parasites, microbes ou virus disposent de moyens de diminuer ou contourner l'immunité, ce qui leur permet de mieux coloniser l'organisme qu'ils infectent).
Lorsque l'immunodéficience est innée, elle a alors souvent une origine génétique. Certains acteurs de la défense immunitaire ne sont pas fabriqués correctement en raison d'une anomalie du gène qui code cette information. Ce manque s'exprime par un mauvais fonctionnement de la moelle osseuse, chargée de la fabrication des cellules de l'immunité. Ainsi, par exemple, la moelle osseuse d'un enfant atteint d'une telle immunodéficience ne pourra pas fabriquer de phagocytes ou de lymphocytes B (donc pas d'anticorps) ou lymphocyte T. Il ne possède donc pas les éléments nécessaires pour se défendre contre les infections.
L'immunodéficience innée signifie que le système immunitaire est incapable de lutter efficacement contre les microbes. La moindre infection peut donc être fatale et c'est pourquoi certains patients, comme les enfants-bulles, atteints d'immunodéficience innée, vivent dans une « bulle » stérile qui les maintient à l'abri des microbes.
Il est parfois possible de corriger une immunodéficience innée grâce à une greffe de moelle osseuse.

## Classification médicale
Les déficits immunitaires sont classés en fonction de leur place dans l'organisation physiologique de l'immunologie.

### Déficits immunitaires (héréditaire)

#### Déficits immunitaires spécifiques
- À prédominance humorale :
  - Agammaglobulinémie liée au sexe maladie de Bruton,
  - Hypogammaglobulinémie commune d'expression variable,
  - Déficits sélectifs en immunoglobulines ;
- à prédominance cellulaire :
  - microdélétion 22q11. Syndrome de Di George,
  - syndrome de Good,
  - syndrome de Nezelof,
  - déficit en purine nucléoside phosphorylase,
  - déficits isolés en lymphocytes T.

#### Déficits combinés
- Déficit immunitaire combiné sévère par déficit en adénosine désaminase.
- Syndrome des lymphocytes dénudés.
- Amegacaryocytose congénitale avec anomalie du développement des lignées T et B.
- Syndrome de Wiskott-Aldrich.
- Ataxie Télangiectasie.

#### Autres déficits immunitaires constitutionnels
Certains déficits échappent à la classification.
Il en est ainsi de la candidose cutanéo-muqueuse chronique, de l'acrodermatitis enteropathica, du syndrome à Hyper IgE, et de certains déficits fonctionnels du système immunitaire combinés à d'autres malformations, notamment dans le cadre du développement osseux (Nanisme).

#### Déficits en protéines du complément
Le système du complément est très complexe, avec des réactions en cascade de nombreuses protéines à action enzymatique et qui concourt à la lyse cellulaire, en collaboration avec le système immunitaire spécifique.
Chaque protéine du complément peut exprimer un déficit, génétique, autosomal récessif.
Ces déficits ont comme manifestations cliniques des infections à répétitions et des maladies auto-immunes, type LED (Lupus érythémateux disséminé)

#### Déficits de l'activité du macrophage et du polynucléaire
Il s'agit des déficits de la phagocytose et de la bactéricidie, notamment :
- granulomatose septique ;
- déficit en myéloperoxydase ;
- syndrome de Chediak-Higashi ;
- dysfonctionnement de l'actine ;
- syndrome de Shwachman.

### Déficits immunitaires acquis
Un grand nombre de situations pathologiques ou de blessures (chez le grand brûlé par exemple) s'accompagnent d'un dysfonctionnement du système immunitaire, générateur d'infections à répétition. Il est difficile de les citer toutes, et nous devons nous contenter de faire état des situations les plus spécifiques.

#### Agents infectieux
- Bactéries : cyanobactéries
- Virus : virus de l'immunodéficience humaine causant le SIDA

#### Anomalies thymiques
- Thymome : tumeur bénigne du thymus.
- Hypoplasie thymique.

#### Hémopathies malignes
- Leucémie aiguë
- Leucémie lymphoïde chronique
- Lymphome (cancer du système lymphatique proliférant des lymphocytes (globules blancs) B ou T de manière incontrôlée) peut être source d'immunodéficience notamment chez l'enfant, où le lymphome occupe la troisième place des cancers infantiles[5]. Chez les sujets jeunes (moins de 15 ans) le lymphome hodgkinien (maladie de Hodgkin) est le plus souvent diagnostiqué tandis que chez le sujet plus âgé le lymphome non hodgkinien arrive plus souvent.
- Myélome multiple
- Maladie de Waldenström

#### Intoxications
- Drogues récréatives ou non : héroïne, cocaïne, ecstasy, etc.
- Antipsychotiques : administration de un ou plusieurs médicaments à la fois. On parle également de iatrogénie médicamenteuse.

#### Sarcoïdose
La sarcoïdose est une maladie non maligne du système lymphoïde qui s'accompagne d'un déficit de l'immunité cellulaire.

#### Déficits immunitaires iatrogènes
Un grand nombre de thérapeutiques ont comme effet secondaire l'apparition d'un déficit immunitaire plus ou moins sévère, on peut citer entre autres la banale et fréquente corticothérapie, mais aussi les traitements du cancer (radiothérapie, chimiothérapie). Sur le même principe, l'irradiation accidentelle peut être responsable d'une immunodéficience en cas de doses importantes.
Le traitement immunosuppresseur, notamment pour lutter contre le rejet de greffe, mais aussi les maladies auto-immunes, dont la sclérose en plaques.

#### Cause alimentaire
- La dénutrition constitue la première cause d'immunodéficience dans le monde[6], la malnutrition[7] et la sous-nutrition entraînent un état immunodéprimé (ou immunodépressif) qui favorise les infections[8],[9].

## Conséquences
Une immunodéficience favorise d'une part le développement de micro-organismes ordinairement non pathogènes, responsables alors de maladies dites opportunistes, ainsi que le développement plus fréquent et plus grave d'infections à germes pathogènes (agent infectieux responsable d'une maladie infectieuse), et d'autre part permet dans certains cas l'apparition de cancers, dont le développement résulte de la multiplication anarchique de cellules cancéreuses normalement éliminées entre autres par les cellules NK chez les personnes immunocompétentes.
Dans un organisme immunitairement déprimé des germes habituellement non pathogènes pour l'homme et provenant par exemple de l'air, de l'eau, du sol ou des aliments peuvent aussi provoquer des infections sévères, dites « infections opportunistes ». Il existe alors aussi un risque accru de recombinaison génétique entre souches (de microorganismes infectieux, bactériennes ou virales notamment) plus ou moins proches, avec émergence possible de nouveaux pathogènes (y compris à partir d'un virus atténué utilisé dans certains vaccins),.
Un déficit immunitaire peut être à l'origine de difficultés de cicatrisation et/ou d'autres pathologies, notamment de tumeurs, tumeurs malignes, cancer ou leucémie.

## Médicaments utilisés pour lutter contre l'immunodéficience
Certaines interleukines, interférons et facteurs de croissance (les facteurs de croissance sont des molécules qui ordonnent aux cellules de l'organisme de se reproduire) sont utilisés, dans ce cas des facteurs de croissance stimulant le développement des leucocytes).[réf. nécessaire]
Des agents hématopoïétiques comme le filgrastim (Neupogen) peuvent être administrés afin de corriger une neutropénie, notamment chez les patients sous une chimiothérapie qui diminue la production de globules blancs, dans des cas de neutropénie chronique grave ou chez des personnes recevant certains médicaments contre le VIH,.
Une transfusion de leucocytes (globules blancs) peut être réalisée dans des cas très particuliers.